# Le Clan des McMasters
Pour plus de détails, voir Fiche technique et Distribution.
Le Clan des McMasters (titre original : The McMasters) est un film américain réalisé par Alf Kjellin et sorti en 1970.

## Synopsis
De retour de la guerre de Sécession, Benjie, un soldat noir, revient dans le ranch de son patron. Tous deux décident de s'associer pour gérer le travail et partager les bénéfices. Cependant le voisinage s'oppose fermement à cette situation...

## Fiche technique
- Titre original : The McMasters
- Réalisation : Alf Kjellin
- Scénario : Harold Jacob Smith
- Production : Monroe Sachson
- Producteur exécutif : Dimitri De Grunwald
- Directeur de la photographie : Lester Shorr
- Montage : Melvin Shapiro
- Musique : Coleridge-Taylor Perkinson
- Direction artistique : Joel Schiller
- Décors : George R. Nelson
- Sociétés de production : Distrifilm SA et JayJen Productions
- Sociétés de distribution : Chevron Pictures  États-Unis ; Astral Films  Canada ;
- Genre : Western
- Pays de production :  États-Unis
- Langue : anglais
- Durée : 90 minutes
- Format : Couleurs - 35 mm - 4:3 - Mono (Westrex Recording System)
- Dates de sortie :
  - États-Unis : 7 août 1970 (New York)
  - France : 5 janvier 1972

## Distribution
- Brock Peters (VF : Jean Lagache) : Benjie
- Nancy Kwan (VF : Arlette Thomas) : Robin Lightfoot (VF : Colibri Pied léger)
- Burl Ives (VF : Henry Djanik) : Neal McMasters
- David Carradine (VF : Roger Crouzet) : White Feather (VF : Plume blanche)
- John Carradine (VF : Roger Tréville) : le prêtre
- Jack Palance (VF : Raymond Loyer) : Kolby
- L.Q. Jones (VF : Pierre Trabaud) : Russell
- Frank Raiter (VF : Marc Cassot) : Grant
- Dane Clark (VF : Roland Ménard) : Spencer
- R.G. Armstrong (VF : Jacques Dynam) : Watson
- Marion Brash (en) : Mrs. Watson
- Alan Vint (en) : Hank
- Neil Davis (VF : Philippe Dumat) : Sylvester
- Paul Eichenberg (VF : Pierre Collet) : Jud
- Richard Alden (VF : Jacques Deschamps) : Lester
- William Kiernan : le barman